# Leposoma osvaldoi
Leposoma osvaldoi är en ödleart som beskrevs av  Avila-pires 1995. Leposoma osvaldoi ingår i släktet Leposoma och familjen Gymnophthalmidae. Inga underarter finns listade i Catalogue of Life.